# Kologriv
Kologriv è una cittadina della Russia europea centrale, situata nell'Oblast' di Kostroma, 340 chilometri a nordest del capoluogo Kostroma, sul fiume Unža; è il capoluogo amministrativo del rajon (distretto) Kologrivskij.
La cittadina è attestata fin dal XVII secolo; lo status di città venne concesso dalla zarina Caterina II nel 1779.

## Società

### Evoluzione demografica
Fonte: mojgorod.ru
- 1897: 2 600
- 1926: 3 100
- 1939: 4 000
- 1959: 4 600
- 1970: 4 300
- 1989: 4 300
- 2002: 3 700
- 2006: 3 500